# Милн, Хэмиш
Хэ́миш Милн (англ. Hamish Milne; 27 апреля 1939, Солсбери — 12 февраля 2020) — британский пианист, известный пропагандист творчества Николая Метнера, музыковед.

## Биография
Родился в шотландской семье. Учился в Королевской академии музыки в Лондоне у Харольда Крэкстона, затем в Италии у Гвидо Агости. В Музыкальной академии Киджи в Сиене посещал занятия Пабло Казальса, Альфреда Корто и Андреса Сеговии, а также Серджиу Челибидаке, который оказал на молодого пианиста большое влияние.
В 1975 г. начал записывать произведения Метнера — впервые после самого композитора. В настоящее время издание составляет 9 аудиотомов.
Хорошо известен как исполнитель камерной музыки, играл в трио Паркиан / Милн / Флеминг, сотрудничал с Pro Arte Piano Квартетом и камерным ансамблем Академии Св. Мартина в полях, а также с такими музыкантами, как Юрий Барта, Борис Березовский, Мартин Брэббинс, Константин Лифшиц, Лидия Мордкович, Курт Зандерлинг и др.
Непременный участник всех «Метнер-фестивалей», состоявшихся в России (1995, 2006, 2007) и в Нью-Йорке (2004).
Профессор по классу фортепиано в Королевской академии музыки (Лондон) и профессор музыки в Лондонском университете.
Автор книги «Барток — его жизнь и время» (англ. Bartók — his Life and Times. London: Omnibus Press, 1982; New York: Hippocrene, 1982), а также статей о Листе, Бартоке и Хиндемите в сборнике «Heritage of Music» (Oxford University Press, 1989).